# Крайнюков Костянтин Васильович
Костянтин Васильович Крайнюков (14 березня 1902 — 4 серпня 1975) —  радянський військовий політпрацівник, генерал-полковник. Депутат Верховної Ради УРСР 2-го скликання.

## Біографія
Народився 1(14) березня 1902 року в селі Талівка (тепер Камишинського району Волгоградської області РФ) в бідній селянській родині. Закінчив сільську школу, працював на заводі в місті Камишині.
З 1919 року — в Робітничо-селянській Червоній армії. Учасник громадянської війни в Росії: воював у Приураллі, Україні та Закавказзі.
Член РКП(б) з 1920 року.
З 1922 року — на партійно-політичній роботі в армії. Був секретарем партійного бюро, політичним керівником бронепоїзду і кавалерійського ескадрону, старшим інструктором політичного відділу 2-ї кавалерійської дивізії.
У 1934 році закінчив Військово-політичну академію РСЧА імені Толмачова.
У 1934—1937 роках — начальник курсу у Військово-політичній академії РСЧА імені Толмачова. З 1937 року — військовий комісар кавалерійського полку, військовий комісар 8-ї кавалерійської дивізії. У 1940—1941 роках — заступник командира 2-го кавалерійського корпусу з політичної частини.
Учасник німецько-радянської війни. У серпні — вересні 1941 р. — член Військової ради 6-ї армії. У вересні 1941 — листопаді 1942 року — член Військової ради 9-ї армії. У листопаді 1942 — жовтні 1943 року — член Військової ради 40-ї армії. У жовтні 1943 — 1945 року — член Військової ради 1-го Українського фронту.
У 1945 — травні 1947 р. — член Військової ради Центральної групи військ.
У травні 1947 — жовтні 1948 року — член Військової Ради Прикарпатського військового округу — заступник командувача військ з політичної частини.
У 1948—1949 роках — начальник Військово-політичної академії імені Леніна.
У 1949—1950 роках — заступник начальника Головного управління Генштабу з політичної частини. У березні — липні 1950 року — виконувач обов'язків начальника Головного політичного управління Радянської армії і Військово-морського флоту. У липні 1950 — 1953 року — 1-й заступник начальника Головного політичного управління Радянської армії і Військово-морського флоту.
У червні — листопаді 1953 року — член Військової ради Групи радянських військ у Німеччині. У 1953—1955 роках — член Військової ради Центральної групи військ.
У вересні 1955 — серпні 1957 року — член Військової Ради Прибалтійського військового округу.
У 1960—1969 роках — заступник начальника Військово-навчального управління Генштабу Збройних сил СРСР з політичної частини.
З 1969 року — у відставці. Проживав у Москві.

## Праці і мемуари
Автор мемуарів «От Днепра до Вислы» і «Оружие особого рода».

## Звання
- бригадний комісар (.06.1941)
- генерал-майор (20.12.1942)
- генерал-лейтенант (2.03.1944)
- генерал-полковник (16.06.1965)

## Нагороди
- чотири ордени Леніна (23.10.1943, .02.1945, 25.05.1945,)
- п'ять орденів Червоного Прапора (5.11.1941, 4.02.1943, .11.1944, 1949,)
- орден Вітчизняної війни 1-го ст. (27.08.1943)
- орден Суворова 1-го ст. (6.04.1945)
- орден Кутузова 1-го ст. (29.07.1944)
- орден Богдана Хмельницького 1-го ст. (29.05.1944)
- медалі